# التطهير العرقي لفلسطين

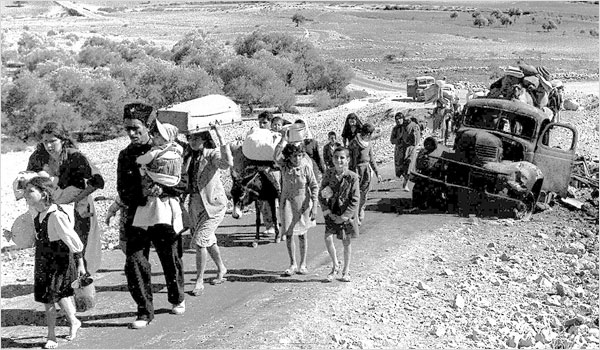
لاجئون فلسطينيون في سنة 1948 كنتيجة للتطهير العرقي في فلسطين

التطهير العرقي لفلسطين هو مصطلح يشير إلى أن عمليات قامت بها الحركة الصهيونية لطرد العرب الفلسطينيين من أجل تطبيق خططتها طويلة الأمد لتطهير فلسطين من سكانها الفلسطينيين ولتأسيس دولة يهودية هناك بوجود أقل عدد ممكن من العرب. حاولت الدول العربية وقف هذا التطهير، إلا أن هذه الدول الناشئة حديثاً بمعظمها كانت تعاني من الانقسام وكل دولة كانت تركز على تحسين نفسها مما أدى إلى جعل محاولتها غير فعالة لوقف اجتثاث أكثر من نصف سكان فلسطين الأصليين وتدمير أكثر من نصف قراها ومدنها وقتل الآلاف.
تم النجاح في تطبيق هذا التطهير على أكثر من 80% من مساحة فلسطين من دون ردود عالمية أو محلية. استمرت سياسة التطهير العرقي حتى إلى بعد حرب 67